# Kim Cattrall
Kim Victoria Cattrall ( /kəˈtræl/; Liverpool, 21 de agosto de 1956) es una actriz británica y canadiense. Es conocida por su interpretación de Samantha Jones en Sex and the City de HBO (1998-2004), por la que recibió cinco nominaciones al premio Primetime Emmy y cuatro nominaciones al premio Globo de Oro, ganó el Globo de Oro de 2002 a la mejor actriz de reparto. Repitió el papel en los largometrajes Sex and the City (2008) y Sex and the City 2 (2010), así como en un cameo en la serie derivada, And Just Like That... (2023-presente).
Cattrall hizo su debut cinematográfico en Rosebud (1975) y protagonizó junto a Jack Lemmon su película nominada al Oscar Tribute (1980) y Ticket to Heaven (1981). Saltó a la fama con papeles protagónicos en películas como Porky's (1982), Police Academy (1984), Big Trouble in Little China (1986), Mannequin (1987) y Star Trek VI: The Undiscovered Country (1991). También es conocida por su trabajo teatral, con créditos que incluyen Wild Honey (Broadway, 1986), Miss Julie (McCarter Theatre, 1993), Private Lives (West End, 2010), Antony and Cleopatra (Liverpool Playhouse, 2010) y Dulce pájaro de juventud (The Old Vic, 2013).
De 2014 a 2016, Cattrall protagonizó y fue productora ejecutiva de Sensitive Skin de HBO Canadá, por la que recibió una nominación al premio Canadian Screen Award 2016 a la mejor actriz en una serie de comedia. Luego protagonizó la serie de Paramount+ Tell Me a Story (2018-2019), la serie de Fox Filthy Rich (2020), la serie de reactivación de Peacock Queer as Folk (2022) y la serie de Netflix Glamorous (2023). De 2022 a 2023, interpretó a la «futura» Sophie en la comedia de Hulu Cómo conocí a vuestro padre.

## Trayectoria profesional

### 1972-2008
Cattrall comenzó su carrera después de graduarse de la escuela secundaria Georges P. Vanier en 1972, cuando dejó Canadá hacia la ciudad de Nueva York. Allí, asistió a la Academia Estadounidense de Artes Dramáticas y, tras su graduación, firmó un contrato cinematográfico de cinco años con el director Otto Preminger . Hizo su debut cinematográfico en el thriller de acción Rosebud (1975) de Preminger. Un año después, Universal Studios compró ese contrato y Cattrall se convirtió en uno de los últimos participantes en el sistema de jugadores por contrato de Universal (también denominado MCA/Universal durante este período) antes de que el sistema terminara en 1980. La representante del sistema Universal en Nueva York, Eleanor Kilgallen (hermana de Dorothy Kilgallen),  eligió a Cattrall para numerosos papeles de estrella invitada en televisión. Uno de los primeros trabajos que le consiguió Kilgallen fue en un episodio de 1977 de Quincy, ME, protagonizado por Jack Klugman, a quien Kilgallen también representó.
En 1978, Cattrall interpretó al huésped de un psicólogo asesino en un episodio de Columbo y también en "Blindfold", un episodio de la serie de acción de los años 1970 Starsky & Hutch, en el que Starsky (interpretado por Paul Michael Glaser) está desconsolado desde entonces. Accidentalmente cegó al personaje de Cattrall, la joven artista Emily Harrison, con un disparo de su arma. Protagonizó The Bastard (1978) y The Rebels (1979), dos miniseries de televisión basadas en las novelas de John Jakes del mismo nombre. En 1979, interpretó el papel de la Dra. Gabrielle White en The Incredible Hulk y pasaría a la historia televisiva de Hulk como uno de los pocos personajes que sabía que David Banner (alter ego del personaje principal) estaba vivo y era la criatura. Su trabajo en televisión dio sus frutos y rápidamente hizo la transición al cine. Protagonizó junto a Jack Lemmon su película Tribute (1980), nominada al Oscar, y Crossbar, la película sobre un saltador de altura que pierde su pierna y aún participa en las pruebas olímpicas, con la ayuda de Cattrall. Al año siguiente, apareció en Ticket to Heaven.
En 1981, Cattrall interpretó a la profesora de educación física Miss Honeywell en Porky's, seguida tres años más tarde por un papel en la Academia de Policía original. En 1985, protagonizó tres películas: Turk 182, City Limits y Hold-Up, la última con la estrella francesa Jean-Paul Belmondo. En 1986, interpretó la llama inteligente de Kurt Russell en la película de acción Big Trouble in Little China. En 1987, su papel principal en la película de comedia de culto Mannequin obtuvo un gran éxito de público. Uno de sus papeles cinematográficos más conocidos es el de la teniente Valeris en Star Trek VI: El país desconocido; Cattrall ayudó a desarrollar el personaje diseñando su propio peinado e incluso ayudó a pensar en el nombre.

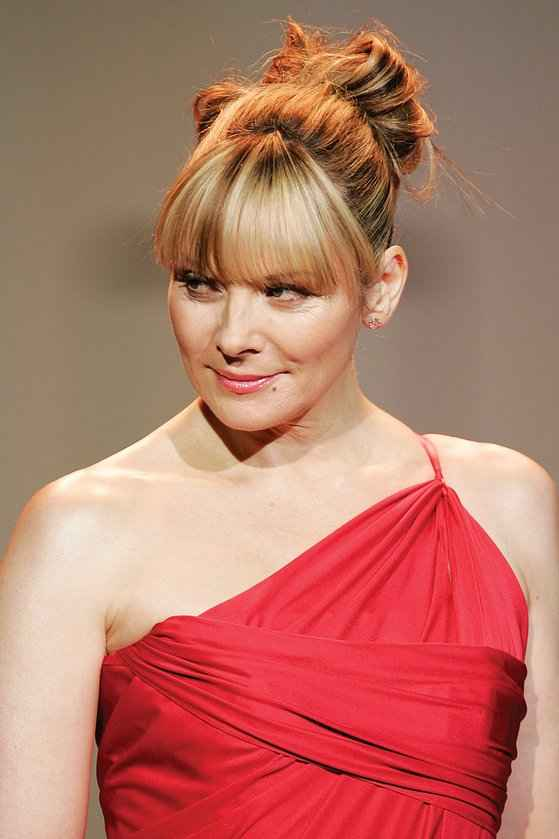
Cattrall en 2007.

Además de su trabajo cinematográfico, Cattrall también es actriz de teatro, con actuaciones en A View from the Bridge de Arthur Miller y Three Sisters and Wild Honey de Anton Chekhov en su haber. Además, se la puede escuchar leyendo la poesía de Rupert Brooke en el CD Red Rose Music SACD Sampler Volume One.
En 1997, participó en Sex and the City, la serie de Darren Star que se transmitió por HBO. Como Samantha Jones, Cattrall obtuvo reconocimiento internacional. Ella aprovechó su éxito apareciendo en comerciales de televisión promocionando Pepsi One. Sex and the City duró seis temporadas y terminó como serie semanal en la primavera de 2004 con 10,6 millones de espectadores. Cattrall repitió el papel de Samantha Jones en la película Sex and the City, estrenada el 30 de mayo de 2008, así como en la secuela Sex and the City 2, estrenada el 27 de mayo de 2010. Por su papel en la serie de televisión, fue nominada a cinco premios Emmy,  y cuatro Globos de Oro, ganó uno en 2002. También ganó dos premios Screen Actors Guild Awards, compartidos con sus coprotagonistas Sarah Jessica Parker, Kristin Davis y Cynthia Nixon. Ocupó el puesto número ocho en la lista de las 50 estrellas más sexys de todos los tiempos TV Guide en 2005.  En 2008, fue honrada por los premios Cosmopolitan UK Ultimate Women Of The Year Awards con el Ultimate Icon Award  por su papel de 'Samantha' en la exitosa serie. También recibió el Premio de Distinción NBC Universal Canadá  en el Festival Mundial de TV de Banff de 2008.
En 2005, apareció en la película de Disney Ice Princess, en la que interpretó a Tina Harwood, entrenadora de patinaje sobre hielo del personaje principal de la película. Interpretó a Claire, una mujer paralizada que quiere morir, en la reposición del drama del West End Whose Life Is It Anyway?. Ese año fue honrada por la revista Glamour con el premio "Mujer del año" a la actriz de teatro. En octubre de 2006, apareció con excelentes críticas  en una producción del West End de The Cryptogram de David Mamet en el Donmar Warehouse de Londres. Desde finales de 2005, ha aparecido en varios comerciales de televisión británica de Tetley Tea.  En julio de 2006, un comercial de automóviles Nissan, que presentaba a Cattrall como Samantha Jones, fue retirado de la televisión de Nueva Zelanda, aparentemente debido a quejas sobre sus insinuaciones.  Más tarde protagonizó junto a Brendan Gleeson la película de John Boorman The Tiger's Tail (2006), una comedia negra que se centra en el impacto de la economía del tigre celta en el pueblo irlandés. En ITV, protagonizó junto a David Haig, Daniel Radcliffe y Carey Mulligan My Boy Jack, la historia de la búsqueda del autor Rudyard Kipling de su hijo perdido en la Primera Guerra Mundial.

### 2009-2023
En 2009, Cattrall interpretó a Amelia Bly en la bien recibida The Ghost Writer de Roman Polanski y prestó su voz al personaje de Dee en la comedia animada canadiense para adultos Produciendo Parker, esta última por la que recibió un premio Géminis a la mejor interpretación en un programa animado o Serie en 2010. Más tarde, en 2009, se anunció que Cattrall recibiría una estrella en el Paseo de la Fama de Canadá en Toronto, Ontario. La ceremonia de juramentación se celebró el 12 de septiembre de 2009.  En noviembre de 2009, mientras filmaba Sex and the City 2 en Marrakech, Marruecos, participó en un seminario, 'Ser dirigida' con el director John Boorman como parte de la tercera edición del Festival Arts in Marrakech.  El 24 de febrero de 2010, Cattrall comenzó su carrera en el West End de Londres en el Vaudeville Theatre como la protagonista principal, Amanda, junto a Matthew Macfadyen, en una reposición de la obra Private Lives de Noël Coward . Actuó hasta el 3 de mayo de 2010 y recibió una nominación a Whats on Stage  2011 como "Mejor actriz". En el mismo año, Cattrall interpretó a Gloria Scabius (junto a Macfadyen una vez más) en la adaptación de Channel 4 aclamada por la crítica de William Boyd'. La novela Cualquier corazón humano.
Cattrall interpretó a Cleopatra en una producción de Antonio y Cleopatra, dirigida por Janet Suzman, junto a Jeffery Kissoon como Anthony, en Liverpool en el Playhouse  en octubre de 2010, con una reposición posterior en el Chichester Festival Theatre (con Michael Pennington como Anthony) en septiembre de 2012.  En 2010, Cattrall fue nombrada miembro honorario de la Universidad John Moores de Liverpool en reconocimiento a sus contribuciones a las artes dramáticas.  En 2011, Cattrall repitió su papel de Amanda en una producción de Private Lives de Noël Coward junto al actor canadiense Paul Gross en Toronto y Broadway.  El crítico de teatro del New York Times elogió la actuación de Cattrall  y recibió una nominación al premio Drama League.  Ese año, Cattrall también apareció en Uptown Downstairs Abbey, la parodia de Comic Relief de los dramas televisivos históricos aclamados por la crítica Downton Abbey y Upstairs, Downstairs . Interpretó a Lady Grantham, protagonizó junto a Jennifer Saunders, Joanna Lumley, Victoria Wood, Harry Enfield, Patrick Barlow, Dale Winton, Olivia Colman, Tim Vine, Simon Callow, Michael Gambon y Harry Hill.
De junio a agosto de 2013, Cattrall protagonizó la producción de Old Vic de Sweet Bird of Youth de Tennessee Williams, dirigida por Marianne Elliott, ganadora del premio Olivier.
En 2014, protagonizó y fue productora ejecutiva de Sensitive Skin de HBO Canadá, una adaptación de la serie británica de 2005. En 2015, el programa fue nominado a un premio Emmy internacional.  El programa fue nominado a numerosos Canadian Screen Awards y Cattrall recibió una nominación en 2017  por su papel de Davina Jackson en la serie. El programa ahora está disponible para transmisión en Netflix.
En julio de 2015, Cattrall fue elegida para el papel principal de Linda en una nueva obra de Penelope Skinner, que será dirigida por Michael Longhurst y producida en el Royal Court Theatre de Londres. Se vio obligada a abandonar esa producción unos días antes del estreno, debido a un "insomnio crónico y debilitante". Regresó a Nueva York y comenzó un programa de terapia cognitivo-conductual para entrenarse y poder dormir mejor. La terapia fue exitosa; incluía desarrollar ciertos rituales nocturnos, retirar los dispositivos electrónicos de su dormitorio y limitar el uso de la cama a dos actividades, una de las cuales sería dormir. Mientras tanto, para el estreno previsto para diciembre de 2015 de la obra de Skinner, la actriz Noma Dumezweni asumió el papel con gran éxito y publicidad.    Cattrall habló con BBC Woman's Hour sobre su viaje de insomnio y cómo pudo manejarlo.  Más tarde, Cattrall regresó ese año como editor invitado de Woman's Hour de la BBC para discutir "Elegir ser libre de niños" y "Ser padre sin dar a luz"  lo que generó respuestas y opiniones controvertidas. También fue vista en 2015 en el corto de SkyArts Ruby Robinson,  una comedia física donde Cattrall interpretó a Ruby, una mujer que vive con un grupo de ayudantes acróbatas inusuales, a quien su sobrino le enseña una valiosa lección.
Catrall participó en I'm with the Banned de BBC Arts,  el evento emblemático de las celebraciones del décimo aniversario del Teatro Libre de Bielorrusia (BFT). Encargado por The Space, el concierto tuvo lugar en el KOKO de Londres y fue retransmitido en todo el mundo. La compañía underground radical BFT reunió una formación única de músicos e intérpretes para defender la libertad de expresión artística y contra la injusticia.
En 2016, Cattrall protagonizó la miniserie de la BBC The Witness for the Prosecution  basada en el cuento de Agatha Christie. La célebre miniserie de dos partes fue nominada al premio BAFTA  2017 a la "Mejor miniserie".
En 2017, Cattrall también se unió al elenco del exitoso  programa de televisión sueco Modus,  interpretó a la presidenta de los Estados Unidos. Modus se emitió por primera vez en Suecia en 2015 y luego fue transmitido por BBC Four en el Reino Unido. El programa también se transmite en Canadá, Australia, Francia y Japón y está a cargo de FremantleMedia International. 
De 2018 a 2019, Cattrall protagonizó la serie Paramount+ Tell Me a Story.
En 2020, Cattrall protagonizó el drama de Fox Filthy Rich,  donde interpretó a Margaret Monreaux, la matriarca de una familia sureña que se ha vuelto mega rica y famosa por crear una cadena de televisión cristiana de gran éxito. Después de que su marido muere en un accidente aéreo, Margaret y su familia quedan atónitos al saber que él fue padre de tres hijos ilegítimos, todos los cuales están escritos en su testamento, lo que amenaza su apellido y su fortuna. Cattrall también se desempeñó como productora de la serie.  Cattrall fue honrado en el festival de televisión de Atlanta 2020 con el premio Icon Award por el programa. 
En diciembre de 2020, comenzó el desarrollo de una reactivación de Sex and the City tras la cancelación de una tercera adaptación cinematográfica. Catrall expresó anteriormente que no quería regresar para la tercera película debido a que no estaba de acuerdo con las historias planificadas, que implicaban matar a Mr. Big y que Samantha recibiera fotografías desnuda del hijo de 14 años de Miranda, Brady.  El reinicio titulado Y así... se estrenó el 9 de diciembre de 2021. En junio de 2022, Sarah Jessica Parker habló en el podcast Award Chatter de The Hollywood Reporter sobre por qué no se le pidió a Cattrall que fuera parte del resurgimiento. Ella afirmó: "No le pedimos que fuera parte de esto porque dejó en claro que eso no era algo que quería hacer y que ya no nos resultaba cómodo, por lo que no se nos ocurrió".  El 31 de mayo de 2023, se anunció que Catrall retomaría su papel de Samantha para un breve cameo para el final de la temporada 2 de And Just Like That… .  El episodio, titulado "La última cena, segunda parte: entrada", se emitió el 24 de agosto de 2023.
En mayo de 2021, Cattrall se unió al elenco de la serie derivada Cómo conocí a vuestra madre, Cómo conocí a vuestro padre, dirigida por Hilary Duff. Fue elegida para el papel fundamental de narradora originado por Bob Saget. La serie se estrenó el 18 de enero de 2022.  El 15 de febrero de 2022, Hulu renovó la serie para una segunda temporada de 20 episodios.  En septiembre de 2021, Cattrall se unió a Robert De Niro en la película de comedia About My Father inspirada en la vida del comediante Sebastian Maniscalco, quien también protagoniza.  La película se estrenó en cines el 26 de mayo de 2023. En noviembre de 2021, Cattrall ocupó un lugar destacado en la exposición permanente Wondrous Place que celebra el patrimonio cultural de Liverpool. 
En 2022, Cattrall protagonizó la serie de reactivación de Peacock Queer as Folk y en 2023, Cattrall protagonizó la serie de Netflix Glamorous.

## Filmografía

### Cine
| Año  | Película                                      | Papel                        |
| ---- | --------------------------------------------- | ---------------------------- |
| 1975 | Rosebud                                       | Joyce Donnovan               |
| 1977 | Deadly Harvest                                | Susan Franklin               |
| 1979 | Crossbar                                      | Katie Barlow                 |
| 1980 | Tribute                                       | Sally Haines                 |
| 1981 | Ticket to Heaven                              | Ruthie                       |
| 1982 | Porky's                                       | Miss Lynn «Lassie« Honeywell |
| 1984 | Police Academy                                | Cadet Karen Thompson         |
| 1985 | Turk 182                                      | Danny Boudreau               |
| 1985 | City Limits                                   | Wickings                     |
| 1985 | Hold-Up                                       | Lise                         |
| 1985 | Big Trouble in Little China                   | Gracie Law                   |
| 1987 | Mannequin                                     | Ema «Emmy« Hesire            |
| 1988 | Masquerade                                    | Brooke Morrison              |
| 1988 | Midnight Crossing                             | Alexa Schubb                 |
| 1988 | Palais Royale                                 | Odessa Muldoon               |
| 1989 | The Return of the Musketeers                  | Justine de Winter            |
| 1989 | La famiglia Buonanotte                        | Aunt Eva                     |
| 1989 | Honeymoon Academy                             | Chris                        |
| 1990 | La hoguera de las vanidades                   | Judy McCoy                   |
| 1991 | Star Trek VI: Aquel país desconocido          | Lieutenant Valeris           |
| 1992 | Split Second                                  | Michelle McLaine             |
| 1994 | Breaking Point                                | Allison Meadows              |
| 1995 | Above Suspicion                               | Gail Cain                    |
| 1995 | Live Nude Girls                               | Jamie                        |
| 1996 | Unforgettable                                 | Kelly                        |
| 1996 | Where Truth Lies                              | Racquel Chambers             |
| 1997 | Exception to the Rule                         | Carla Rainer                 |
| 1998 | Vampiros modernos                             | Ulrike                       |
| 1999 | Baby Geniuses                                 | Robin                        |
| 2001 | 15 minutos                                    | Cassandra                    |
| 2002 | Crossroads                                    | Caroline Wagner              |
| 2005 | Ice Princess                                  | Tina Harwood                 |
| 2006 | The Tiger's Tail                              | Jane O'Leary                 |
| 2007 | Shortcut to Happiness                         | Constance Hurry              |
| 2008 | Sex and the City: The Movie                   | Samantha Jones               |
| 2010 | The Ghost Writer                              | Amelia Bly                   |
| 2010 | Meet Monica Velour                            | Monica Velour                |
| 2010 | Sex and the City 2                            | Samantha Jones               |
| 2019 | Horrible Histories: The Movie – Rotten Romans | Agripina                     |
| 2023 | About My Father                               | Tigger                       |

### Televisión
| Año       | Trabajo                                   | Papel                     | Notas                                   |
| --------- | ----------------------------------------- | ------------------------- | --------------------------------------- |
| 1976      | Dead on Target                            | Secretaria                | Sin acreditar; telefilme                |
| 1977      | Good Against Evil                         | Linday Isley              | Telefilme                               |
| 1977      | Quincy, M.E.                              | Joy DeReatis              | Episodio: «Let Me Light the Way»        |
| 1977      | Logan's Run                               | Rama II                   | Episodio: «Half Life»                   |
| 1977      | Switch                                    | Captain Judith Pierce     | Episodio: «Dancer»                      |
| 1977      | What Really Happened to the Class of '65? | Cynthia                   | Episodio: «The Girl Nobody Knew»        |
| 1978      | The Hardy Boys/Nancy Drew Mysteries       | Marie Claire              | 2 episodios                             |
| 1978      | Columbo                                   | Joanne Nicholls           | Episodio: «How to Dial a Murder»        |
| 1978      | The Bastard                               | Anne Ware                 | Miniserie                               |
| 1978      | Starsky y Hutch                           | Emily Harrison            | Episodio: «Blindfold»                   |
| 1978      | The Paper Chase                           | Karen Clayton             | Episodio: «Da Da»                       |
| 1978      | Family                                    | Susan Madison             | Episodio: «Just Friends»                |
| 1979      | The Incredible Hulk                       | Gabrielle White           | Episodio: «Kindred Spirits»             |
| 1979      | La conquista del Oeste                    | Dolores                   | Episodio: «The Slavers»                 |
| 1979      | Vegas                                     | Princess Zara             | Episodio: «The Visitor»                 |
| 1979      | The Night Rider                           | Regina Kenton             | Telefilme                               |
| 1979      | The Rebels                                | Anne Kent                 | Miniserie                               |
| 1979      | Crossbar                                  | Katie Barlow              | Telefilme                               |
| 1979      | Los ángeles de Charlie                    | Sharon Kellerman          | Episodio: «Angels at the Altar»         |
| 1979      | Trapper John, M.D.                        | Princess Allya            | Episodio: «The Surrogate»               |
| 1980      | Scruples                                  | Melanie Adams             | Miniserie; 3 episodios                  |
| 1980      | The Gossip Columnist                      | Dina Moran                | Telefilme                               |
| 1980      | Hagen                                     | Carol Sawyer              | Episodio: «Nightmare»                   |
| 1984      | Sins of the Past                          | Paula Bennett             | Telefilme                               |
| 1991      | Miracle in the Wilderness                 | Dora Adams                | Televifilme                             |
| 1992      | Double Vision                             | Caroline/Lisa             | Telefilme                               |
| 1993      | Running Delilah                           | Christina/Delilah         | Telefilme                               |
| 1993      | Wild Palms                                | Paige Katz                | Miniserie; 5 episodios                  |
| 1993      | Angel Falls                               | Genna Harrison            | Elenco principal; 6 episodios           |
| 1994      | Dream On                                  | Jeannie                   | Episodio: «The Homecoming Queen»        |
| 1994      | Screen One                                | Sydnie                    | Episodio: «Two Golden Balls»            |
| 1995      | Tom Clancy's Op Center                    | Jane Hood                 | Miniserie; 2 episodios                  |
| 1995      | The Heidi Chronicles                      | Susan                     | Telefilme                               |
| 1996      | Every Woman's Dream                       | Liz Wells                 | Telefilme                               |
| 1997      | The Outer Limits                          | Rebecca Highfield         | Episodio: «Re-generation»               |
| 1997      | Invasion                                  | Sheila Moran              | Miniseries; 2 episodes                  |
| 1997      | Rugrats                                   | Melinda Finster (voz)     | Episodio: «Mother's Day»                |
| 1997      | Duckman                                   | Tami Margulies (voz)      | Episodio: «The Tami Show»               |
| 1998      | Creature                                  | Amanda Mayson             | Miniserie; 2 episodios                  |
| 1998-2004 | Sex and the City                          | Samantha Jones            | Elenco principal; 94 episodios          |
| 1999      | 36 Hours to Die                           | Kim Stone                 | Telefilme                               |
| 1999      | 51st Primetime Emmy Awards                | Presentadora              | Especial de televisión                  |
| 2001      | 7th Screen Actors Guild Awards            | Presentadora              | Especial de televisión                  |
| 2001      | 53rd Primetime Emmy Awards                | Presentadora              | Especial de televisión                  |
| 2004      | Los Simpson                               | Chloe Talbot (voz)        | Episodio: «She Used to Be My Girl»      |
| 2005      | Kim Cattrall: Sexual Intelligence         | Ella misma                | Documental para televisión              |
| 2007      | My Boy Jack                               | Caroline Kipling          | Telefilme                               |
| 2007      | The Sunday Night Project                  | Ella misma                | Jurada invitada                         |
| 2009-2011 | Producing Parker                          | Dee (voz)                 | 26 episodios                            |
| 2009      | Who Do You Think You Are?                 | Ella misma                | Episodio: «Kim Cattrall»                |
| 2009      | Los Simpson                               | Cuarto niño Simpson (voz) | Episodio: «Oh, hermano, ¿dónde estás?»  |
| 2010      | Any Human Heart                           | Gloria Scabius            | Miniserie; 2 episodios                  |
| 2011      | Who Do You Think You Are?                 | Ella misma                | Episodio: «Kim Cattrall»                |
| 2014-2016 | Sensitive Skin                            | Davina Jackson            | Elenco principal; 12 episodios          |
| 2016      | The Witness for the Prosecution           | Emily French              | 2 episodios                             |
| 2017      | Modus                                     | Presidenta Helen Tyler    | Temporada 2                             |
| 2018-2019 | Tell Me a Story                           | Colleen Powell            | Elenco principal (temporada 1)          |
| 2020      | Filthy Rich                               | Margaret Monreaux         | Elenco principal y productora ejecutiva |
| 2022      | New York: World's Richest City            | Narradora (voz)           | Serie documental                        |
| 2022-2023 | How I Met Your Father                     | Sophie (en el futuro)     | Narradora                               |
| 2022      | Queer As Folk                             | Brenda Beaumont           | Elenco recurrente                       |
| 2023      | Glamorous                                 | Madolyn Addison           | Rol principal                           |
| 2023      | And Just Like That...                     | Samantha Jones            | 1 episodio                              |

## Teatro
| Año        | Obra                     | Papel              | Ref. |
| ---------- | ------------------------ | ------------------ | ---- |
| 1976       | The Rocky Horror Show    | Janet              | Ref. |
| 1982       | Panorama desde el puente | Intérprete         | Ref. |
| 1985       | Three Sisters            | Masha              | Ref. |
| 1986       | Wild Honey               | Sofya              | Ref. |
| 1989       | The Misanthrope          | Célimène           | Ref. |
| 1993       | Miss Julie               | Miss Julie         | Ref. |
| 2005       | Whose Life Is It Anyway? | Claire Harrison    | Ref. |
| 2006       | The Cryptogram           | Donny              | Ref. |
| 2010, 2011 | Vidas privadas           | Amanda             | Ref. |
| 2010, 2012 | Antony and Cleopatra     | Cleopatra          | Ref. |
| 2013       | Dulce pájaro de juventud | Alexandra del Lago | Ref. |

## Premios y nominaciones

### Globo de Oro
| Año  | Categoría                                               | Película         | Resultado |
| ---- | ------------------------------------------------------- | ---------------- | --------- |
| 2004 | Mejor actriz de reparto de serie, miniserie o telefilme | Sex and the City | Nominada  |
| 2003 | Mejor actriz de reparto de serie, miniserie o telefilme | Sex and the City | Ganadora  |
| 2001 | Mejor actriz de reparto de serie, miniserie o telefilme | Sex and the City | Nominada  |
| 2000 | Mejor actriz de reparto de serie, miniserie o telefilme | Sex and the City | Nominada  |

### Premios del Sindicato de Actores
| Año  | Categoría                             | Película         | Resultado |
| ---- | ------------------------------------- | ---------------- | --------- |
| 2003 | Mejor reparto de televisión - Comedia | Sex and the City | Ganadora  |
| 2003 | Mejor actriz de televisión - comedia  | Sex and the City | Nominada  |
| 2002 | Mejor actriz de televisión - comedia  | Sex and the City | Nominada  |
| 2001 | Mejor reparto de televisión - Comedia | Sex and the City | Ganadora  |

### Emmy
| Año  | Categoría                         | Película         | Resultado |
| ---- | --------------------------------- | ---------------- | --------- |
| 2004 | Mejor actriz de reparto - Comedia | Sex and the City | Nominada  |
| 2003 | Mejor actriz de reparto - Comedia | Sex and the City | Nominada  |
| 2002 | Mejor actriz de reparto - Comedia | Sex and the City | Nominada  |
| 2001 | Mejor actriz de reparto - Comedia | Sex and the City | Nominada  |
| 2000 | Mejor actriz de reparto - Comedia | Sex and the City | Nominada  |